# Sangh Parivar
Sangh Parivar är ett nätverk i Indien av politiska organisationer som bekänner sig till Hindutva, eller hindunationalism.
Delar av detta nätverk är bland annat:
- Bharatiya Janata Party
- Vishwa Hindu Parishad
- Rashtriya Swayamsevak Sangh
- Bajrang Dal
- Swadeshi Jagran Manch